# Les Commentaires sur Isaïe
Les Commentaires sur Isaïe est un manuscrit composé de 18 livres produit à Cîteaux par saint Jérôme entre 1120 et 1133.
Le manuscrit est constitué de parchemin et comporte 124 feuillets à deux colonnes.
Ce manuscrit est caractéristique du deuxième style d'enluminure du  scriptorium de Cîteaux.

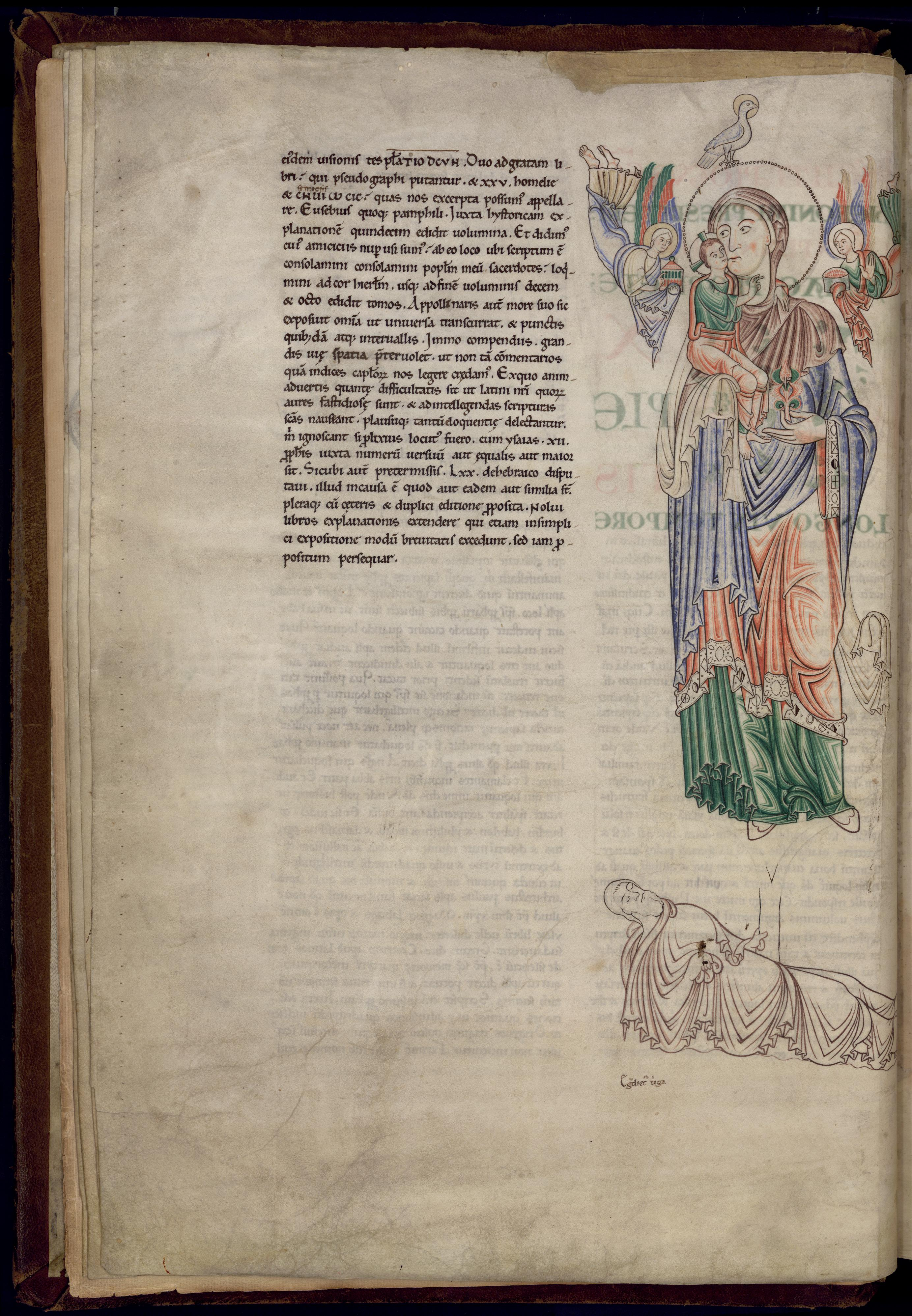
La Vierge et l'arbre de Jessé, enluminure ms. 129, f. 4 verso
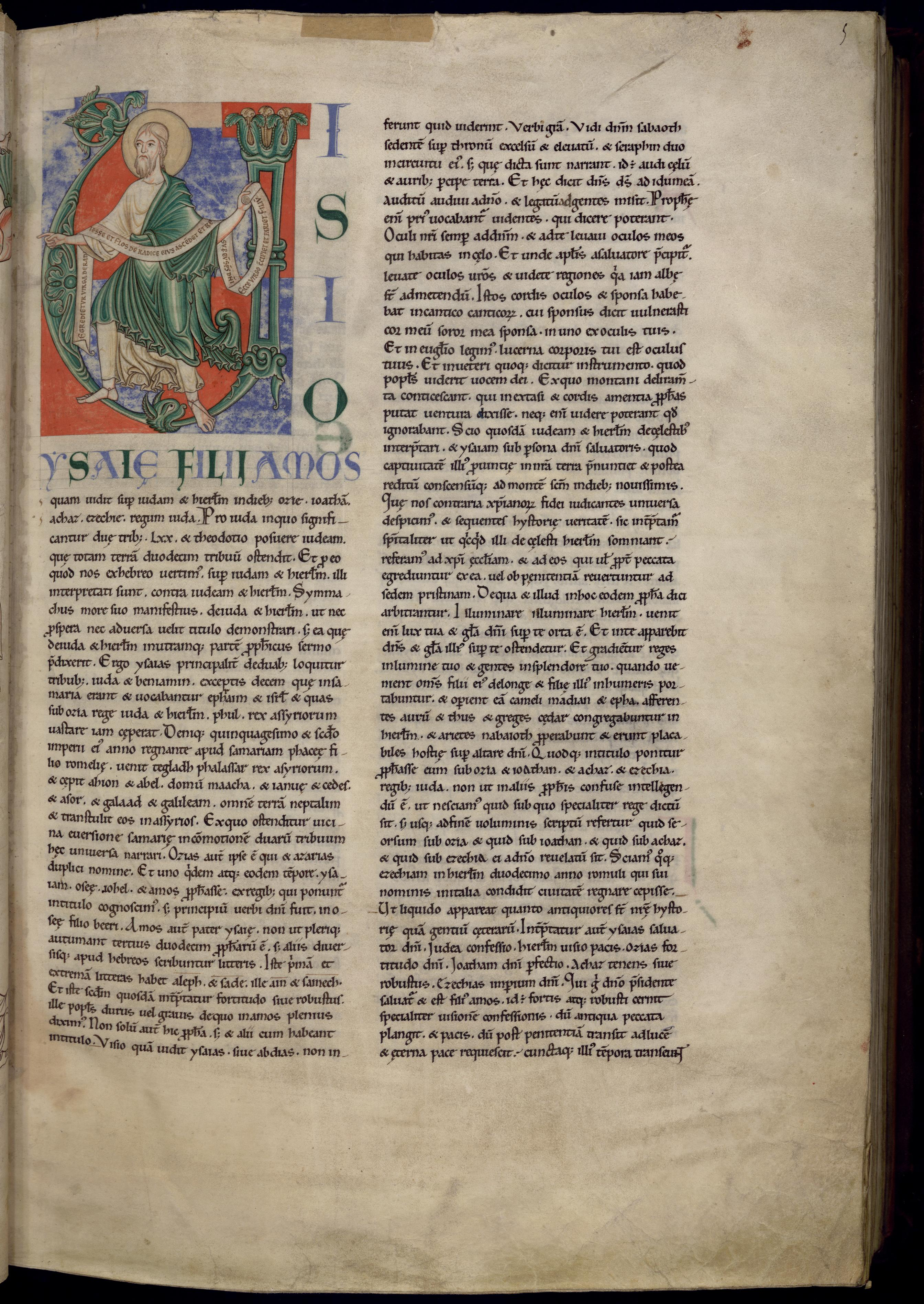
Miniature représentant le prophète Isaïe, ms. 129, f.5 recto